# Emilio Trivini

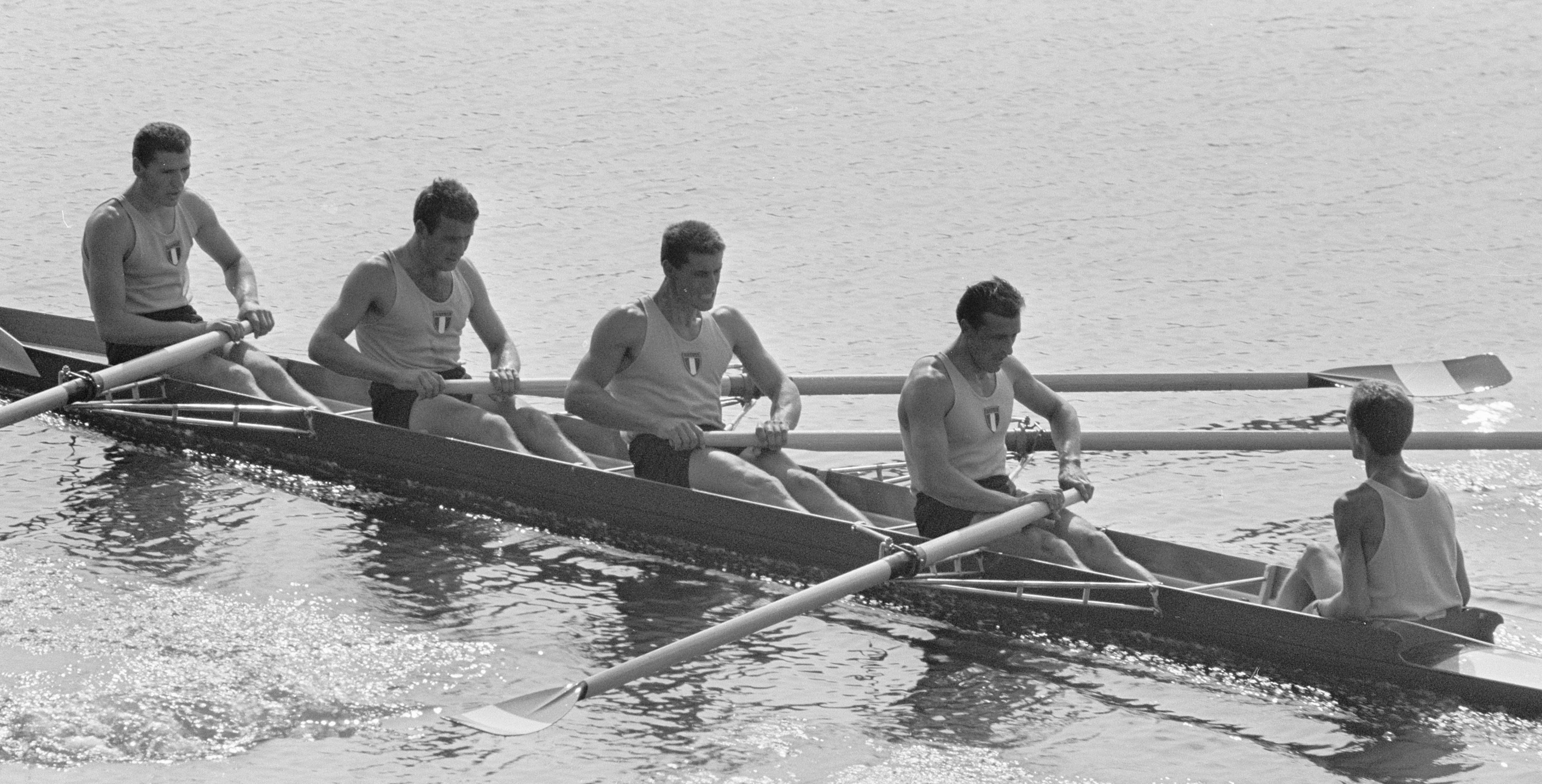
Der italienische Vierer mit Steuermann bei den Europameisterschaften 1964, Trivini sitzt mittig.

Emilio Trivini (* 4. April 1938 in Dongo; † 27. August 2022 in Rom) war ein italienischer Ruderer.
Bei den Europameisterschaften 1964 ruderten Franco De Pedrina, Giuseppe Galante, Emilio Trivini und Renato Bosatta mit dem Steuermann Giovanni Spinola im Vierer mit Steuermann, die Italiener erreichten den dritten Platz hinter den Booten aus der Sowjetunion und aus der Bundesrepublik Deutschland. Bei den Olympischen Spielen 1964 gewannen die drei Medaillengewinner der Europameisterschaften ihren Vorlauf. Im Finale siegte das bundesdeutsche Boot vor den Italienern und den Niederländern, die sowjetischen Europameister belegten hinter den Franzosen den fünften Platz.
Vier Jahre später gehörten Giuseppe Galante und Trivini zum italienischen Aufgebot für die Olympischen Spiele 1968 in Mexiko. Zusammen mit Romano Sgheiz, Luciano Sgheiz und Steuermann Mariano Gottifredi im Vierer mit Steuermann gewannen sie ihren Vorlauf und belegten im Halbfinale den dritten Platz hinter den Booten aus Neuseeland und den USA. Im Finale siegten die Neuseeländer vor dem Boot aus der DDR und den Schweizern. Eine halbe Sekunde hinter den Schweizern belegten die Italiener den vierten Platz.